# Fort w Austrått

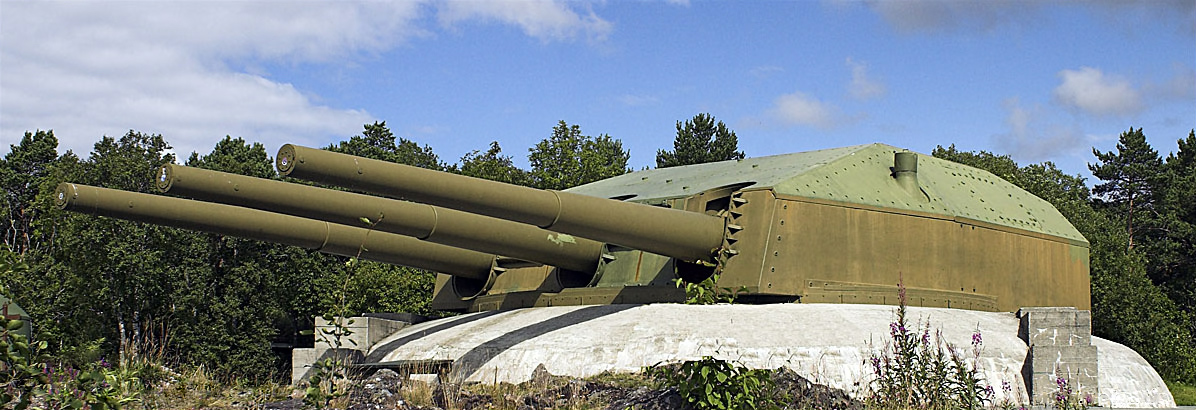
Wieża rufowa z pancernika Gneisenau na wybrzeżu przy Austrått

Fort w Austrått (norw. Austrått fort) − fort w gminie Ørland, w okręgu Sør-Trøndelag, w Norwegii, wybudowany przez niemieckie siły okupacyjne w czasie drugiej wojny światowej. Bateria dział w Ørland składała się z trójdziałowej wieży z niemieckiego pancernika Gneisenau. Jest to ostatnia zachowana wieża tego typu na świecie.

## Pochodzenie działa

Animacja pokazująca ładowanie działa kal. 380 mm brytyjskiej produkcji

Działo zostało wymontowane z okrętu Gneisenau po brytyjskim nalocie na port w Kilonii, gdzie ów okręt przebywał. W 1942 r. okręt został uszkodzony przez wybuch miny magnetycznej i skierowany do portu w Kilonii, gdzie w nocy z 26 na 27 lutego 1942 został uszkodzony po raz kolejny. Okręt miał zostać przezbrojony w 6 dział 380 mm (pomysł ten jednak zarzucono), a jedną z dotychczasowych wież wysłano do Austrått. Druga została umieszczona w Fjell, na wschód od Bergen, a działa rozmontowanej trzeciej w fortyfikacjach w Hoek van Holland.

## Dane techniczne

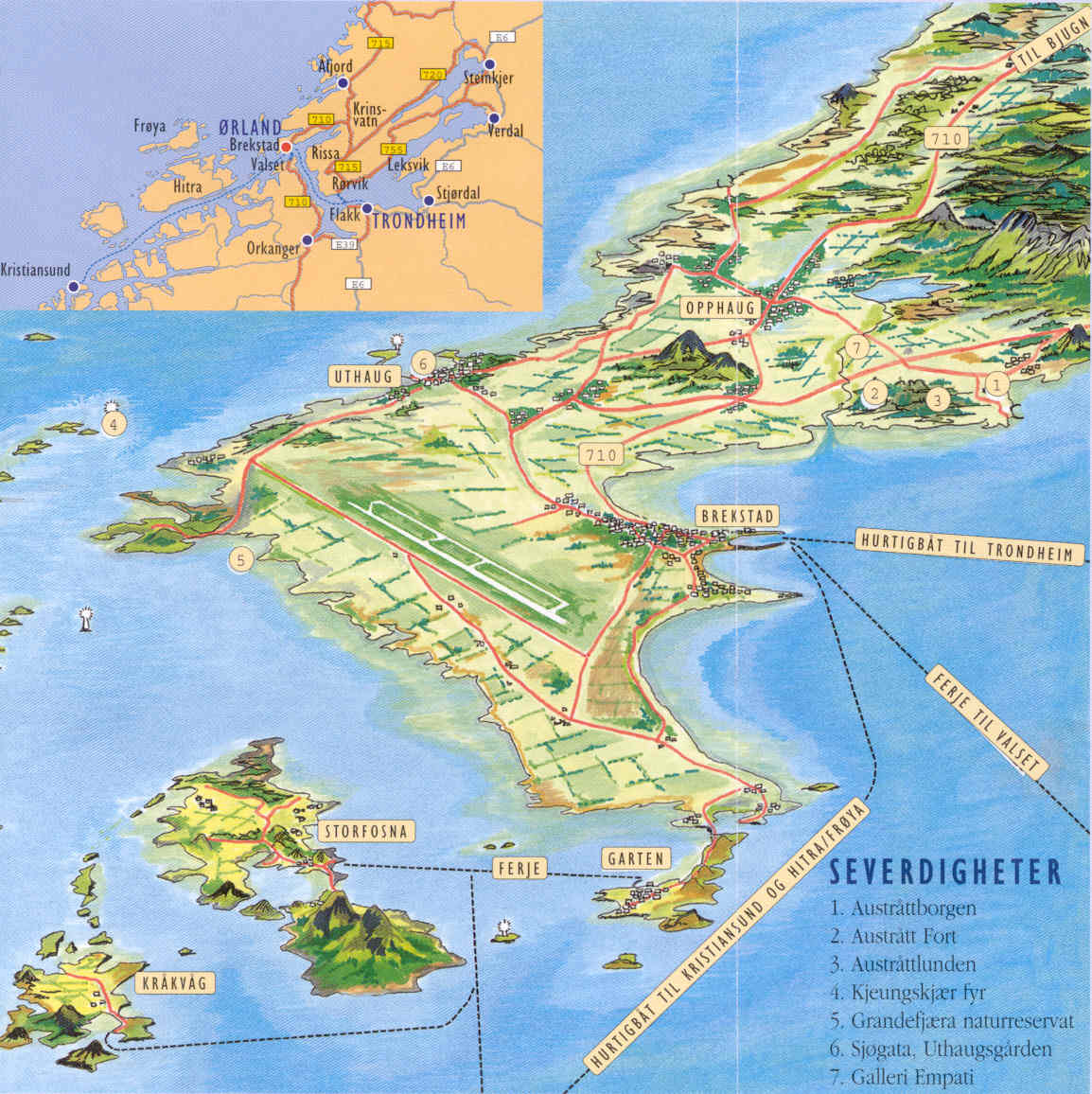
Mapa gminy Ørland

| \| Producent \| Friedrich Krupp AG \| \| Rok produkcji \| 1934 \| \| Ilość luf \| 3 \| \| Kaliber \| 28,3 cm \| \| Zasięg \| 42 600 m \| \| Szybkostrzelność \| 3 strzały na minutę \| \| Prędkość wylotowa \| 890 m/s \| \| Obrót dookoła osi poziomej \| 360° \| \| Opuszczenie/podnoszenie lufy \| -8° do +40° \| \| Długość całego działa \| 21,72 m \| \| Długość lufy \| 15,42 m \| \| Waga bez mechanizmów \| 53 200 kg \| \| Waga pocisku rozpryskowego \| 315 kg \| \| Waga pocisku przeciwpancernego \| 330 kg \| |                     | - 1 × przeciwpancerne działo stacjonarne Škoda kal. 4,7 cm - 3 × działo kal. 40 mm Bofors - 6 × działo kal. 20 mm Flak |
| |                     | |
| Producent | Friedrich Krupp AG  | |
| Rok produkcji | 1934                | |
| Ilość luf | 3                   | |
| Kaliber | 28,3 cm             | |
| Zasięg | 42 600 m            | |
| Szybkostrzelność | 3 strzały na minutę | |
| Prędkość wylotowa | 890 m/s             | |
| Obrót dookoła osi poziomej | 360°                | |
| Opuszczenie/podnoszenie lufy | -8° do +40°         | |
| Długość całego działa | 21,72 m             | |
| Długość lufy | 15,42 m             | |
| Waga bez mechanizmów | 53 200 kg           | |
| Waga pocisku rozpryskowego | 315 kg              | |
| Waga pocisku przeciwpancernego | 330 kg              | |